# Campionati del mondo di ciclismo su strada 2016
I Campionati del mondo di ciclismo su strada 2016 (en.: 2016 UCI Road World Championships) si svolsero dal 9 ottobre al 16 ottobre 2016 a Doha, in Qatar.

## Eventi

### Cronosquadre
Domenica 9 ottobre
- Donne Élite, 40 km
- Uomini Élite, 40 km

### Cronometro individuali
Lunedì 10 ottobre
- Donne Junior, 13,7 km
- Uomini Under 23, 28,9 km

Martedì 11 ottobre
- Uomini Junior, 28,9 km
- Donne Élite, 28,9 km

Mercoledì 12 ottobre
- Uomini Élite, 40 km

### Corse in linea
Giovedì 13 ottobre
- Uomini Under 23, 166 km

Venerdì 14 ottobre
- Donne Junior, 74,5 km
- Uomini Junior, 135,5 km

Sabato 15 ottobre
- Donne Élite, 134,5 km

Domenica 16 ottobre
- Uomini Élite, 257,5 km

## Medagliere
| Pos.   | Nazione       | Oro | Argento | Bronzo | Totale |
| ------ | ------------- | --- | ------- | ------ | ------ |
| 1      | Germania      | 2   | 4       | 0      | 6      |
| 2      | Stati Uniti   | 2   | 2       | 1      | 5      |
| 3      | Paesi Bassi   | 2   | 2       | 0      | 4      |
| 4      | Danimarca     | 2   | 1       | 0      | 3      |
| 5      | Italia        | 1   | 1       | 1      | 3      |
| 6      | Belgio        | 1   | 0       | 1      | 2      |
| 6      | Norvegia      | 1   | 0       | 1      | 2      |
| 8      | Slovacchia    | 1   | 0       | 0      | 1      |
| 9      | Bielorussia   | 0   | 1       | 0      | 1      |
| 9      | Gran Bretagna | 0   | 1       | 0      | 1      |
| 10     | Australia     | 0   | 0       | 3      | 3      |
| 11     | Svizzera      | 0   | 0       | 2      | 2      |
| 12     | Finlandia     | 0   | 0       | 1      | 1      |
| 12     | Francia       | 0   | 0       | 1      | 1      |
| 12     | Spagna        | 0   | 0       | 1      | 1      |
| Totale | Totale        | 12  | 12      | 12     | 36     |

## Sommario degli eventi
| Eventi                 | Oro                                    | Tempo                      | Argento                        | Tempo | Bronzo                                  | Tempo   |
| Uomini Elite           |                                        |                            |                                |       |                                         |         |
| Gara in linea dettagli | Peter Sagan Slovacchia                 | 5h40'43" Media 45,346 km/h | Mark Cavendish Gran Bretagna   | s.t.  | Tom Boonen Belgio                       | s.t.    |
| Cronometro dettagli    | Tony Martin Germania                   | 44'42" Media 53,691 km/h   | Vasil' Kiryenka Bielorussia    | a 45" | Jonathan Castroviejo Spagna             | a 1'10" |
| Cronosquadre dettagli  | Etixx-Quick Step Belgio                | 42'32" Media 56,426 km/h   | BMC Racing Team Stati Uniti    | a 12" | Orica-BikeExchange Australia            | a 37"   |
| Uomini Under-23        |                                        |                            |                                |       |                                         |         |
| Gara in linea dettagli | Kristoffer Halvorsen Norvegia          | 3h40'53" Media 45,092 km/h | Pascal Ackermann Germania      | s.t.  | Jakub Mareczko Italia                   | s.t.    |
| Cronometro dettagli    | Marco Mathis Germania                  | 34'08" Media 50,801 km/h   | Maximilian Schachmann Germania | a 18" | Miles Scotson Australia                 | a 37"   |
| Uomini Junior          |                                        |                            |                                |       |                                         |         |
| Gara in linea dettagli | Jakob Egholm Danimarca                 | 2h58'19" Media 45,593 km/h | Niklas Märkl Germania          | a 7"  | Reto Muller Svizzera                    | s.t.    |
| Cronometro dettagli    | Brandon McNulty Stati Uniti            | 34'42" Media 49,971 km/h   | Mikkel Bjerg Danimarca         | a 35" | Ian Garrison Stati Uniti                | a 53"   |
| Donne Elite            |                                        |                            |                                |       |                                         |         |
| Gara in linea dettagli | Amalie Dideriksen Danimarca            | 3h10'27" Media 42,373 km/h | Kirsten Wild Paesi Bassi       | s.t.  | Lotta Lepistö Finlandia                 | s.t.    |
| Cronometro dettagli    | Amber Neben Stati Uniti                | 36'37" Media 47,355 km/h   | Ellen van Dijk Paesi Bassi     | a 5"  | Katrin Garfoot Australia                | a 8"    |
| Cronosquadre dettagli  | Boels-Dolmans Cycling Team Paesi Bassi | 48'41" Media 49,298 km/h   | Canyon-SRAM Racing Germania    | a 48" | Cervélo-Bigla Pro Cycling Team Svizzera | a 1'57" |
| Donne Junior           |                                        |                            |                                |       |                                         |         |
| Gara in linea dettagli | Elisa Balsamo Italia                   | 1h53'04" Media 39,534 km/h | Skylar Schneider Stati Uniti   | s.t.  | Susanne Andersen Norvegia               | s.t.    |
| Cronometro dettagli    | Karlijn Swinkels Paesi Bassi           | 18'21" Media 44,796 km/h   | Lisa Morzenti Italia           | a 7"  | Juliette Labous Francia                 | a 21"   |